# Handelsblatt Betriebswirte-Ranking
Das Handelsblatt Betriebswirte-Ranking des Handelsblatts ist ein Ranking zur Bewertung der Forschungsleistung von Betriebswirten im deutschsprachigen Raum. Es wurde erstmals 2009 erstellt und wird fortan jährlich herausgegeben. Die Veröffentlichung hat unter Betriebswirten für große Diskussionen gesorgt und wurde auch außerhalb der Fachwelt breit diskutiert. Das Handelsblatt Betriebswirte-Ranking ist das betriebswirtschaftliche Pendant zum bekannten, bereits seit 2006 publizierten volkswirtschaftlichen Handelsblatt Ökonomen-Ranking.

## Methodik
Das Handelsblatt Betriebswirte-Ranking ist eine bibliometrische Untersuchung der Forschungsleistung im deutschsprachigen Raum forschender Betriebswirte. Die Grundannahme ist, dass sich die Forschungsleistung eines Forschers oder einer Forscherin durch die gewichtete Zählung seiner/ihrer Publikationen in anerkannten wissenschaftlichen Fachzeitschriften messen lässt. Nicht nur in den Wirtschaftswissenschaften stellt die Publikation seiner Erkenntnisse in Fachzeitschriften – neben Vorträgen auf Konferenzen – den dominierenden Weg der öffentlichen Wissensverbreitung zwischen Forschern dar. Für das Ranking werden alle Veröffentlichungen eines Wissenschaftlers registriert, gewichtet und am Ende zu einer Gesamtpunktzahl summiert, die die Reihenfolge innerhalb des Rankings ausmacht.
Kernpunkte sind dabei die Liste der berücksichtigten Zeitschriften und das Gewichtungssystem für die einzelnen Veröffentlichungen im Sinne einer Zeitschriftenbewertung. Die Zeitschriftenliste umfasste für das Ranking 2009 insgesamt 761 Fachzeitschriften aus der Betriebswirtschaft und ihren Teildisziplinen, aber auch angrenzenden Wissenschaften, vorwiegend englisch-, aber auch deutschsprachige. Ziel ist es, möglichst alle wissenschaftlich relevanten Zeitschriften zu erfassen, in denen Betriebswirte der verschiedenen Fachrichtungen in nennenswertem Maße publizieren können. In die Gewichtung, die eine einzelne Veröffentlichung erhält, gehen mehrere Faktoren ein:
- Erstens gibt es zwischen den Zeitschriften große Unterschiede in der Reputation. Es ist weitaus  schwerer, eine Publikation in einer angesehenen, weit verbreiteten Zeitschrift unterzubringen als in einer relativ unbekannten Zeitschrift mit begrenzter Leserschaft, weshalb Veröffentlichungen in „großen“ Zeitschriften meistens mehr wissenschaftlichen Gehalt haben. Aus diesem Grund erhalten die Publikationen unterschiedliche Gewichte je nach der Zeitschrift, in der sie veröffentlicht wurden. Die Spanne reicht von 0,1 (sogenannte C-Journals) bis zu 1,0 (die 15 weltweit am höchsten gerankten Fachzeitschriften). Die Vergabe der Gewichte erfolgt nach den Zeitschriftenlisten des Erasmus Research Institute of Management, dem VHB-JOURQUAL2 (Ranking durch den Verband der Hochschullehrer für Betriebswirtschaft) und dem Social Science Citation Index bzw. dem Science Citation Index.
- Je nach Anzahl der Autoren einer Publikation wird das Gewicht auf die Autoren verteilt.
- Kommentare werden gegenüber Artikeln nur halb gewichtet, Buchrezensionen u. ä. gar nicht.

## Ranglisten
Es werden drei verschiedene, auf obiger Methodik basierende Ranglisten erstellt:
- Top-200 nach Lebenswerk: Hier werden alle Veröffentlichungen aller Forscher berücksichtigt.
- Top-100 aktuelle Forschungsleistung: Hier werden nur die Veröffentlichungen der letzten fünf Jahre vor Erstellung des Rankings berücksichtigt.
- Top-100 unter 40: Dieses Ranking enthält nur Forscher, die zum Stichtag noch nicht das 40. Lebensjahr erreicht hatten.

## Kritik
Bezüglich der korrekten Abbildung der Forschungsleistung durch dieses Ranking gibt es einige Kritikpunkte:
- Es wird nur die Tatsache gemessen, dass ein Artikel in einer bestimmten Zeitschrift erschienen ist, nicht dessen Qualität. Indikatoren dafür wären z. B. die Häufigkeit, mit der ein Artikel von anderen Autoren zitiert wird.
- Es wird nur die Forschungsleistung über wissenschaftliche Artikel gemessen. Die Aktivität auf wissenschaftlichen Konferenzen sowie die Veröffentlichung von Büchern oder Beiträgen in Sammelbänden werden nicht berücksichtigt.
- Nicht-BWL-Zeitschriften kommen zum größten Teil aus dem Bereich der Volkswirtschaftslehre. Interdisziplinär arbeitende Vertreter mancher Teildisziplinen beklagen, dass ihre Veröffentlichungen in Zeitschriften benachbarter Wissenschaften (z. B. Psychologie, Jura) keine Berücksichtigung finden.
- Es ist Forschern möglich, ihr Publikationsverhalten bei gegebener Forschungsleistung hinsichtlich solcher Ranglisten zu optimieren. Sie können z. B. ihre Forschungsergebnisse ggf. auf mehrere Veröffentlichungen aufteilen (um die Anzahl der Veröffentlichungen zu erhöhen) oder renommierte Koautoren hinzuziehen (um die Annahmechancen in angesehenen Zeitschriften zu erhöhen). Es konnte jedoch nicht nachgewiesen werden, dass sich die thematische oder methodische Forschungsausrichtung deutscher Ökonomen aufgrund dieser Anreize verändert hat[3].
- Professoren, vor allem solche mit viel wissenschaftlichem Personal, können sich bei den Arbeiten ihrer Untergebenen als Koautoren verzeichnen lassen.

Dennoch gilt das Handelsblatt Betriebswirte-Ranking als das umfassendste und aussagekräftigste Ranking seiner Art im deutschsprachigen Raum.
Es wird auch grundsätzliche Kritik an der Veröffentlichung solcher Forschungsrankings geübt, da sie die Fokussierung auf den mengenmäßigen Forschungsoutput verstärken und somit die Problematik des „Publish or perish“ verstärken.

## Ergebnisse
Beim Ranking 2009 wurde die Forschungsleistung von 2100 Betriebswirten aus Deutschland, Österreich und der Deutschschweiz seit 2005 bewertet. Nachfolgend die besten 10 Betriebswirte nach aktueller Forschungsleistung:

### 2009
1. Christian Homburg
2. Ulrich Lichtenthaler
3. Adamantios Diamantopoulos
4. Martin Högl
5. Martin Weber
6. Armin Scholl
7. Nils Boysen
8. Andreas Herrmann
9. Dirk Sliwka
10. Stephan M. Wagner

### 2014
1. Bernd Skiera
2. Nils Boysen
3. Christoph Glock
4. Marcus Wagner
5. Christian Homburg
6. Malte Brettel
7. Martin Eling
8. Alexander Benlian
9. Erwin Pesch
10. Holger Patzelt